# Chutes Provincial Park
Chutes Provincial Park är en park i Kanada.   Den ligger i provinsen Ontario, i den sydöstra delen av landet, 500 km väster om huvudstaden Ottawa. Chutes Provincial Park ligger 187 meter över havet.
Terrängen runt Chutes Provincial Park är huvudsakligen platt. Chutes Provincial Park ligger nere i en dal. Trakten runt Chutes Provincial Park är nära nog obefolkad, med mindre än två invånare per kvadratkilometer.. 
I omgivningarna runt Chutes Provincial Park växer i huvudsak blandskog.